# Jidaigeki
Jidai-geki (thời đại kịch) là một thể loại phim điện ảnh, phim truyền hình hay kịch nói với bối cảnh là các thời kỳ trước cuộc Duy Tân Meiji (Minh Trị), trước thời Edo hoặc các thời kỳ trước đó trong lịch sử Nhật Bản. Từ "kịch" (geki) trong "thời đại kịch" không chỉ mang nghĩa là diễn kịch trên sâu khấu mà còn bao gồm cả phim điện ảnh và phim truyền hình. Thời đại kịch là một thể loại lớn trong phim điện ảnh, phim truyền hình hay kịch nói tại Nhật, đối lập với "hiện đại kịch" (Gendai-geki) với bối cảnh là xã hội đương đại.
Thể loại này cùng với tiểu thuyết thời đại (Jidai-shōsetsu) còn được gọi chung là "Mage-mono" hay "Chonmage-mono", trong đó Mage hay Chonmage là kiểu tóc đặc trưng của tầng lớp Samurai trong thời đại cũ và cũng là hình ảnh tượng trưng cho tầng lớp này.
Trong Jidai-geki, có loại kịch nói, phim ảnh với những cảnh đấu kiếm cao trào còn được gọi là Chambara (Chanbara). Danh xưng này bắt nguồn từ từ tượng thanh "chanchan barabara" mô tả tiếng đao kiếm va chạm nhau trong phim. Như vậy, Chambara là một phân nhánh nhỏ của Jidai-geki, trong đó Jidai-geki có thể hiểu nôm na là phim, kịch "cổ trang" đặc thù của nước Nhật, còn Chambara là phim, kịch với những màn đấu kiếm là cao trào của bộ phim, vở kịch, hay có thể hiểu nôm na là phim, kịch "kiếm hiệp".
Jidai-geki, Chambara thường được dịch sang Anh ngữ là "Samurai drama".
Nói theo nghĩa rộng thì các bộ phim Ninja cũng được xếp vào thể loại Jidai-geki, nhưng thường là được phân chia rạch ròi. Chỉ những bộ phim với đề tài là các Ninja nổi tiếng (không phân biệt hư cấu hay nhân vật lịch sử) trong thời Chiến quốc (Sengoku) và Edo mới được xếp vào hàng Jidai-geki.

## Khái yếu
Jidai-geki là một thể loại lớn trong ngành công nghiệp giải trí Nhật Bản, hằng năm có rất nhiều bộ phim điện ảnh, truyền hình thuộc thể loại này được chế tác. Trong số đó, phổ biến là các tác phẩm với bối cảnh từ thời Heian cho đến thời Duy Tân Meiji, và đặc biệt là tập trung vào thời Edo.
Thời kỳ Edo là một dấu son trong lịch sử Nhật Bản với rất nhiều thành tựu về văn hóa, nghệ thuật, mỹ thuật cũng như võ nghệ, kiếm pháp với vô số kiếm sĩ lừng danh. Vì vậy nên thời kỳ Edo trở thành một đề tài khai thác lớn của Jidai-geki và có rất nhiều phim trường được dựng lên với để phục vụ mục đích quay những bộ phim với bối cảnh thuộc thời kỳ lịch sử này.
Tuy phim ảnh với bối cảnh lịch sử trước cuộc Duy Tân Meiji, các thời kỳ lịch sử trước đó đều được xếp vào thể loại Jidai-geki nhưng các bộ phim với bối cảnh thời cổ đại, thời Yayoi thì có y phục, đạo cụ và nội dung khác nhiều với các bộ phim Jidai-geki phổ biến (thời Edo). Ngoài ra còn có thể loại phim lịch sử (Rekishi-geki), nhưng phim lịch sử nước Nhật cũng được gọi chung là Jidai-geki còn phim lịch sử của các nước khác thì vẫn gọi là phim lịch sử. Trong cộng đồng các nước nói tiếng Anh, người ta dùng từ "period piece" hay "period drama" để chỉ về thể loại phim lịch sử tương đương với Jidai-geki của Nhật. Còn phim Jidai-geki Nhật Bản với những màn đấu kiếm là trung tâm thì gọi là Jidaigeki.
Trong Jidai-geki thường xuất hiện nhiều nhân vật lịch sử, các sự kiện từng xảy ra trong lịch sử nhưng tất cả đều được tiểu thuyết hóa, được gia công để đại chúng đương đại dễ dàng đón nhận. Các phim Jidai-geki thời kỳ đầu thường mô tả, phản ánh trung thực về sự phân biệt giai cấp, thân phận cũng như phân biệt nam nữ trong xã hội. Tuy nhiên, trong các phim Jidai-geki thời kỳ, người ta nghĩ đến việc làm khác đi để không gây cảm giác xa lạ trong xã hội hiện đại, do đó mới có việc các nhân vật nữ có nhiều chỗ đứng trong câu chuyện và góc nhìn của nhân vật chính cũng được thay đổi để phù hợp với giá trị quan hiện đại.